# Amrolá Dehgani
Amrolá Dehgani es un deportista iraní que compitió en levantamiento de potencia adaptado. Ganó una medalla de oro en los Juegos Paralímpicos de Sídney 2000, en la categoría de –100 kg.

## Palmarés internacional
| Juegos Paralímpicos | Juegos Paralímpicos | Juegos Paralímpicos | Juegos Paralímpicos |
| Año                 | Lugar               | Medalla             | Categoría           |
| ------------------- | ------------------- | ------------------- | ------------------- |
| 2000                | Sídney (Australia)  | Medalla de oro      | –100 kg             |